# Кінгс Мен
«Кінгс Мен» (англ. The King's Man) — комедійний бойовик режисера Метью Вона спільного виробництва Великої Британії та США. Стрічка є приквелом серії фільмів «Kingsman».

## У ролях
| Актор                 | Роль                                                  |
| --------------------- | ----------------------------------------------------- |
| Гарріс Дікінсон       | Конрад                                                |
| Рейф Файнз            | Герцог Орландо Оксфордський / Артур                   |
| Джемма Артертон       | Поллі / Галахад                                       |
| Джимон Гонсу          | Шола / Мерлін                                         |
| Чарлз Денс            | генерал Гораціо Герберт Кітченер                      |
| Метью Гуд             | майор Мортон                                          |
| Даніель Брюль         | Ерік Ян Гануссен                                      |
| Ріс Іванс             | Григорій Распутін                                     |
| Стенлі Туччі          | Посол Сполучених Штатів Америки / Бедівер             |
| Аарон Тейлор-Джонсон  | молодший капрал Арчі Рід / Ланселот                   |
| Крістіан Некрасов     | генерал Еріх Людендорф                                |
| Том Голландер         | Георг V / Вільгельм II / Микола II                    |
| Рон Кук               | ерцгерцог Франц Фердинанд                             |
| Барбара Дреннан       | герцогиня Гогенберг                                   |
| Валері Пахнер         | Мата Гарі                                             |
| Август Діль           | Володимир Ленін                                       |
| Роберт Арамайо        | сержант-майор Еткінс                                  |
| Олександра Марія Лара | Емілі Оксфорд, померла дружина Орландо і мати Конрада |
| Бранка Катіч          | цариця Олександра Федорівна                           |
| Алекса Пова           | королева Вікторія                                     |
| Аарон Водовоз         | князь Фелікс Юсупов                                   |
| Ян Келлі              | президент Вудро Вільсон                               |
| Девід Калвітто        | віце-президент Томас Маршалл                          |
| Найджел Лістер        | Артур Ціммерман                                       |
| Елісон Стедман        | Ріта                                                  |
| Олівер Ріхтерс        | охоронець                                             |

## Створення фільму

### Виробництво
У червні 2018 року Метью Вон повідомив, що приквел «Kingsman: Люди короля» знаходиться в активній розробці. Події фільму будуть розгортатися на початку 1900-х років.
У квітні 2019 року зйомки проходили в Турині та Венарія-Реале. Того ж місяця знімальна група була помічена в Лондоні.

### Знімальна група
- Кінорежисер — Метью Вон
- Сценарист — Карл Гайдусек
- Кінопродюсер — Метью Вон
- Композитор — Генрі Джекмен
- Кінооператор — Бен Девіс
- Кіномонтаж — Джон Гарріс
- Художник-постановник — Даррен Гілфорд
- Артдиректор — Олівер Бенсон, Джо Говард, Гері Джоплінг, Меттью Келлі
- Художник-костюмер — Мішель Клептон
- Підбір акторів — Рег Порскаут-Еджертон[10]

## Випуск
Спочатку випуск фільму був запланований на 15 листопада 2019 року, у США. Проте, у зв'язку з пандемією коронавірусу, був перенесений на 26 лютого 2021 року.
В січні 2021 році випуск фільму було перенесено на 20 серпня 2021 року. Згодом фільм перенесли на 12 лютого 2021 року, а потім знову перенесена на 12 березня 2021 року. У січні 2021 року дату виходу знову відклали на 20 серпня 2021 року. У березні 2021 року його було відкладено на грудень 2021 року.